# Гвин ап Нудд
Гвин, сын Нудда (валл. Gwyn ap Nudd [ˈɡwɨn ap ˈnɨːð]; Gwynn ap Nudd, Gwynn uab Nudd) — персонаж валлийской мифологии. В разные времена воспринимался как повелитель Аннуна (Иного мира); предводитель Дикой охоты; король валлийских фэйри — Тилвит Тег.

## Общекельтские параллели
Имя Гвина филологически связано с именем ирландского героя Финна мак Кулла. Имена Финна (др.-ирл. find/finn — «белый») и Гвина (валл. gwyn — «белый») восходят к гипотетическому общекельтскому божеству *Vind(i)os, связанному с сакральным знанием. Финн происходит от Нуаду, ирландского аналога Нудда. Как и Финн, Гвин — воин и охотник; фении связаны с обитателями сидов, а Гвин живёт под холмом. Т. Ф. О’Рахилли предположил, что и Гвин, и Финн идентичны божественному герою Лугу.

## Образ в традиции

### Небесный аспект
Предполагается, что Нудд изначально был богом неба, и в источниках прослеживается связь его сына Гвина с этой сферой. В «Триадах острова Британия» Гвин фигурирует как один из Трёх знаменитых астрономов, наряду с Гвидионом и Идрисом Великаном. «Таково было их знание звёзд, их природы и качеств, что они могли предсказывать всё, что хотели знать вплоть до судного дня». Сообщается, что среди гор на стыке валлийских графств Брекон, Монмутшир и Гламорган, есть гора под названием Gwyn ap Nudd, или Gwyneb y Nyth, и что Гвин известен как король воздушных существ, которые часты на вершинах гор 
Среди имён множества героев, к которым герой Килух обращается с просьбой о помощи в отыскании прекрасной Олвен («Килух и Олвен»), имя Гвина встречается в виде типической триады: Гвин, сын Эсни, Гвин, сын Нуифре, Гвин, сын Нудда. Все трое рассматриваются исследователями как эманации одного персонажа. Утроение такого рода было характерной чертой кельтского дохристианского воображения. Гвин, сын Нуифре (Гвин, сын Неба) сопоставим с Мабоном, сыном Меллта (Мабон, сын Молнии).

### Охотник из Иного мира
Килух должен заручиться помощью Гвина для охоты на огромного вепря Турха Труйта. Как и другие задания, полученные героем от великана Исбаддадена, это считается невыполнимым, так как Гвин известен тем, что никогда не отлучается из своего дома в Аннуне. В тексте сказания это объяснено с христианской точки зрения тем, что «Бог вселил в Гвина, сына Нудда, ярость демонов Аннуна, чтобы мир не был уничтожен»; другой перевод: «Господь поставил его стеречь демонов Аннуина, чтобы они не уничтожили мир».
Именно вокруг фигуры Гвина, вероятно, изначально складывался сюжет охоты, но по мере бытования сказания Артур потеснил его с позиции вожака. Тем не менее, поздний валлийский фольклор знает Гвина как предводителя призрачной дикой охоты с почерневшим лицом (несмотря на значение имени Gwyn — «белый, светлый»). В этом качестве его сопровождает стая собак, именуемая Свора Аннуна (Cŵn Annwn). Под Гвином, по словам Исбаддадена, может скакать только конь Чёрный (Ddu) Моро Эрведауга (имя этого персонажа, возможно, означает «правящий смертью»).
В образе бога войны и смерти Гвин предстаёт в стихотворении «Разговор Гвиддно Гаранхира с Гвином ап Нуддом», содержащемся в «Чёрной книге из Кармартена». Князь Гвиддно Гаранхир просит защиты у Гвина и получает её. Гвин, едва сдерживая своего неистового коня и своего демонического пса Дормаха (Dormach — «двери смерти»), повествует о гибели величайших воинов. Охотник за душами людей, он собирает их на поле битвы, проводит души в Иной мир и там правит ими.
В повести о Килухе рассказывается, что Гвин похитил у Гуитира ап Грейдаула (Гуитир, сын Зноя или Пылающего) его суженую Крейддилад, дочь Ллудда Серебряной руки. Ллуд, по-видимому, идентичен Нудду, отцу Гвина, следовательно Крейддилад является его сестрой (но в тексте об этом прямо не говорится). Артур приговаривает Гвина к битве с Гуитиром за любовь Крейддилад каждый Калан Май (Майский день) до конца времён. Это противостояние интерпретируется как сезонный миф, в котором Гуитир представляет лето и эрос, а Гвин — зиму и танатос. Параллелью к этому сюжету является упоминаемый в первой ветви мабиноги поединок короля Хавгана («жар лета») и Арауна, также называемого властителем Иного мира. Возможно, «Араун» — лишь эпитет Гвина.

### Король фэйри
Авторитет Гвина уменьшался по мере распространения христианства. После XVI века он считается королём Тилвит Тег (Tylwyth Teg) — «дивная семья»), валлийских фей, которые были известны и как Tylwyth Gwyn — «семья Гвина». В тексте того времени Buchedd Collen («Житие святого Коллена») рассказывается, что этот святой, в действительности живший в VII веке, посетил двор Гвина на Гластонбери Тор и изгнал его оттуда вместе со свитой с помощью святой воды.
В поэзии бардов встречаются аллюзии к Гвину. Поэт XIV века Давид ап Гвилим всегда рисует его в зловещем свете: туман — это обман, сотворённый Гвином; сова — его птица; трясина — его рыбный садок. Согласно латинской рукописи, прорицателям нужно было повторять «королю духов и его королеве» следующее: «Гвин ап Нудд, ты, что там, в лесу, из любви к своей супруге, позволь нам войти в твоё жилище».
В разговоре с Гвиддно Гвин упоминает о своей обители Тави. Это может быть река Тауи в Суонси. Близлежащую долину Нит фонетически связывали с патронимом Гвина (Nudd произносится по-валлийски ˈnɨːð). Утёс в начале долины, называемый Craig y Ddinas («Крепость-скала») имел в народе репутацию оплота фэйри: его пещеры и расщелины, якобы, были их излюбленным местом обитания на протяжении многих веков.

## Современные адаптации
Gwyn ap Nudd — название одного из самых известных стихотворений валлийского писателя Х. Элфеда Льюиса (Howell Elvet Lewis).
В серии детского фэнтези Ллойда Александера The Chronicles of Prydain, основанной на валлийской мифологии, Гвин Охотник (Gwyn the Hunter) является вестником смерти. Он разъезжает со своей сворой гончих, трубя в охотничий рог, чтобы возвестить о надвигающейся гибели на поле боя. Гвин наблюдает за боем издалека, отмечая падение воинов. Перед битвами рог Гвина играет длинные, чистые ноты, способные пронзить грудь, как холодный клинок ужаса. Неизвестно, какому владыке служит Гвин. По словам принца Гвидиона, «Гвин обязан верностью владыке, неизвестному даже мне, и, возможно, более великому, чем Араун».